# Montolieu
Montolieu is een gemeente in het Franse departement Aude (regio Occitanie) en telt 786 inwoners (1999). De plaats maakt deel uit van het arrondissement Carcassonne, en is een boekenstad.

## Geografie
De oppervlakte van Montolieu bedraagt 23,7 km², de bevolkingsdichtheid is 33,2 inwoners per km².

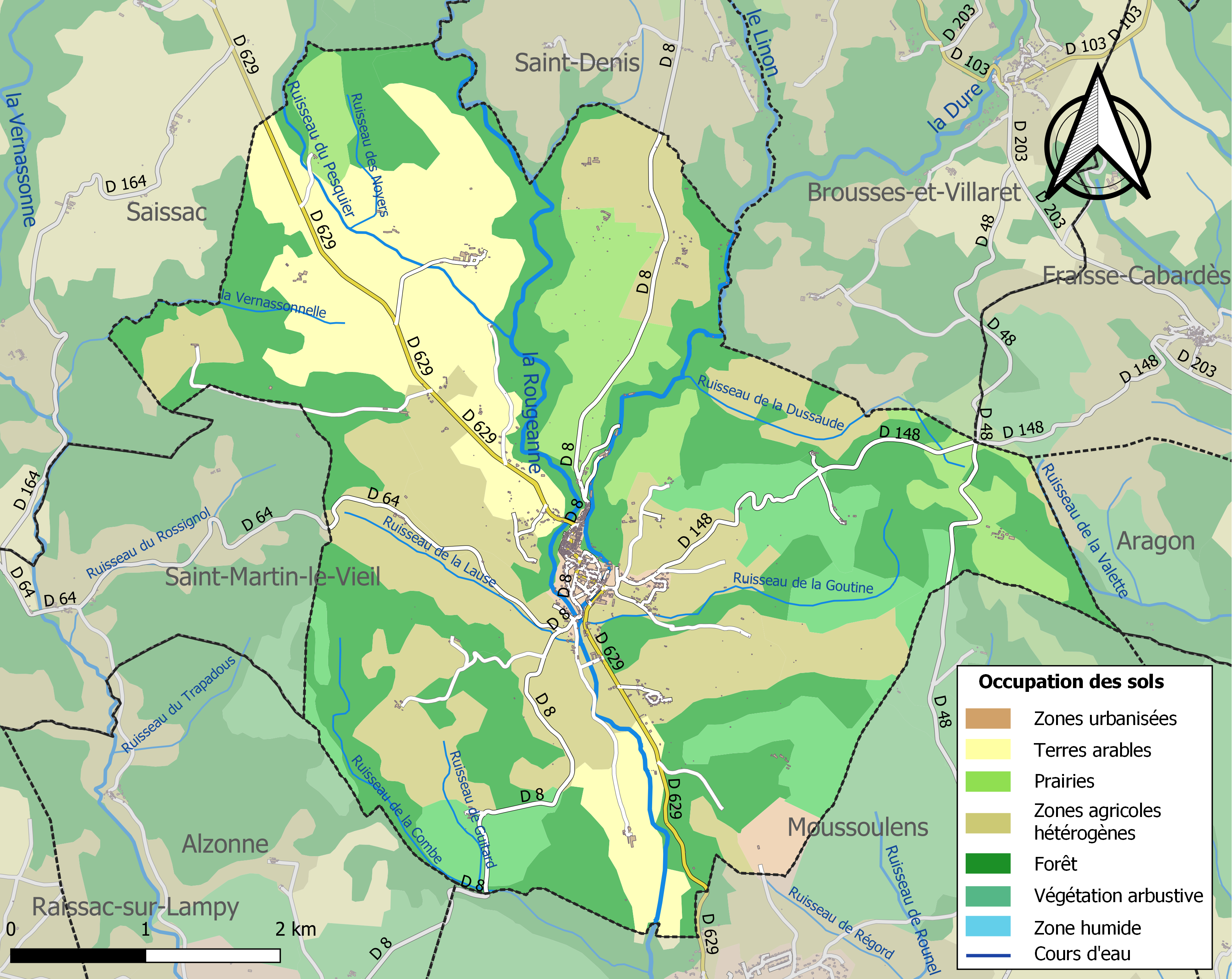
Kaart van de gemeente met de belangrijkste infrastructuur, bodemgebruik en omliggende gemeenten

## Demografie
Onderstaande figuur toont het verloop van het inwonertal (bron: INSEE-tellingen).

Vanwege een beveiligingsprobleem met de MediaWiki Graph-software is het momenteel niet mogelijk deze grafiek weer te geven. Zodra de software is bijgewerkt zal de grafiek vanzelf weer zichtbaar worden.

## Geboren
- Louis Bastoul (1753-1801), Frans generaal

## Overleden
- Kevin Ayers (1944-2013), Brits musicus uit de Canterbury-scene